# Federal Steam Navigation Company
Die Federal Steam Navigation Company Ltd. (FSNCo) war eine britische Linienreederei. Sie bestand von 1894 bis 1983.

## Geschichte
Die Wurzeln des Unternehmens lagen in der liquidierten Reederei Money Wigram & Sons, die 1894 von Allan Hughes übernommen worden war. Zunächst änderte Hughes den Namen des Unternehmens auf King Steam Navigation, da die ersten Schiffe Celtic King und Maori King hießen. Ab 1895 firmierte die Reederei dann als Federal Steam Navigation Company Ltd. 1904 wurde zusammen mit der Reederei Houlder Brothers ein Gemeinschaftsdienst nach Neuseeland, Australien und Südafrika eröffnet. Im Jahr 1906 trat die Shire Line in den Gemeinschaftsdienst ein, der danach als Federal-Houlder-Shire Line geführt wurde. Auf diesem Dienst kamen 1909 zu den elf Federal-Schiffen sieben Einheiten der Shire-Line, vier von Houlder und zwei gecharterte Schiffe der British India Steam Navigation Company. Nachdem Federal Steam Navigation 1912 von der New Zealand Shipping Company übernommen worden war, zogen sich Houlder Brothers aus dem Gemeinschaftsdienst zurück, der danach bis zum Ausbruch des Ersten Weltkriegs als Federal & Shire Line fortgeführt wurde. Im September 1916 übernahm die Peninsular and Oriental Steam Navigation Company (P&O) die Anteilsmehrheit der New Zealand Shipping Company und der Federal Steam Navigation Company, aber sowohl die Schiffe, als auch die Reedereien behielten bis 1973 ihre Eigenständigkeit. Als man die P&O 1971 in die Bereiche Stückgutschiffahrt, Passagierdienste und Massenguttransport reorganisierte, wurden alle beherrschten Reedereien und Schiffe zügig in die neue Struktur integriert, die Federal Steam Navigation Company existierte jedoch bis 1983 noch als Schiffseignergesellschaft weiter.